# Progressieve Partij van Niger
De Progressieve Partij van Niger (Frans: Parti Progressiste Nigérien) is een politieke partij in Niger.
De partij werd in 1946 opgericht door Hamani Diori als onderdeel van de West-Afrikaanse Rassemblement Démocratique Africain, een partij die zich richtte op een onafhankelijk Frans-West-Afrika.
In 1958 werd Diori president van de Regeringsraad van Niger en in 1959 premier. Op 10 november 1960 werd hij namens de PPN president van de onafhankelijke republiek Niger.
Van 1960 tot 1974 was de PPN de enige toegestane partij. De PPN kende geen echte ideologie en een doelstelling ontbrak. De regering en het partijbestuur (Bureau politique national) waren met elkaar verweven. Een triumviraat bestaande uit Diori, Boubou Hama en Diamballa Maïga leidde zowel de partij als het land. Diori steunde gedurende zijn presidentschap sterk op de traditionele stamhoofden (chefs) en de aanwezige Franse militairen. Na de val van Diori bij een staatsgreep (15 april 1974) werd de PPN verboden. In de jaren negentig herrees de partij onder leiding van Diori's zoon Abdoulaye Hamani Diori. Bij de parlementaire verkiezingen in 2011 en 2016 verwierf de partij geen zetels.
Het partijembleem is het vooraanzicht van een Afrikaanse olifant.
Samenstelling Politbureau 1956-1974:
- Voorzitter: Boubou Hama (Songhai)
- 1ste vicevoorzitter: Diamballa Maïga (Songhai)
- 2de vicevoorzitter: Touluou Malam (Zarma)
- Secretaris-Generaal: Hamani Diori (Zarma)
- Plaatsvervangend secretaris-generaal: Dandobi Mahamane (Maouri)
- Politiek secretaris: Courmo Barcourgne (verwijderd in 1971) (Zarma)
- Economisch secretaris: Noma Kaka (Maouri)
- Sociaal secretaris: Réné Delanne (verwijderd in 1971) (métis)
- Financieel secretaris: Barkiré Halidou (Zarma)
- Propaganda secretaris: Alou Hamidou (Songhai)
- Propaganda secretaris: Issa Garba (Zarma)
- Secretaris: Abdou Gao (Maouri)

## Verwijzingen
1. ↑  S. Decalo: Historical Dictionary of Niger, Scarecrow Press, Inc. Metuchen, N.J. & Londen 1979, p. 182
2. 1 2 3  Ibidem